# Romain Gall
Romain Gall (Parigi, 31 gennaio 1995) è un calciatore francese naturalizzato statunitense, ala o centrocampista svincolato.

## Biografia
Gall, parigino di nascita (di origini senegalesi), si è trasferito negli Stati Uniti all'età di 7 anni insieme alla famiglia con cui si è stabilito a Herndon, in Virginia. A 15 anni ha ricevuto la cittadinanza statunitense.

## Carriera

### Club
Prima di entrare nel settore giovanile dei francesi del Lorient, nel 2011, aveva già fatto parte dell'accademia del D.C. United e del Real Salt Lake. Nonostante avesse raggiunto un accordo di massima per giocare nella squadra calcistica dell'Università del Maryland a College Park, ha preferito rimanere al Lorient dove è stato impiegato nella squadra riserve.
Nell'agosto del 2014 ha firmato con la Major League Soccer ed è stato assegnato al Columbus Crew tramite weighted lottery, meccanismo che dà la possibilità ai club che scelgono di fare parte della lotteria di ricevere i diritti su quei giocatori che non sono stati selezionati né al SuperDraft né in altri modi. Il successivo 23 agosto ha debuttato nel successo per 3-0 contro gli Houston Dynamo. Nel 2015 è stato girato in prestito agli Austin Aztex, facenti parte della United Soccer League. Il Columbus Crew ha rilasciato il giocatore franco-americano nel febbraio 2016.
Qualche settimana più tardi, Gall ha accettato l'offerta degli svedesi del Nyköping, militanti nella terza serie nazionale. Dopo una stagione da 9 reti in 24 partite, ha lasciato il club per salire di categoria e approdare al GIF Sundsvall nel massimo campionato svedese. Dopo una prima stagione da 2 gol in 24 partite, ha aumentato la produzione offensiva nella prima parte dell'Allsvenskan 2018, tanto da realizzare 7 marcature in 13 gare. Queste prestazioni hanno indotto i dirigenti del Malmö FF ad acquistarlo a stagione in corso per una cifra riportata di circa 5 milioni di corone.
A seguito del suo arrivo al Malmö, Gall nella seconda metà del campionato 2018 è stato schierato prevalentemente titolare essendo partito dal primo minuto in 10 occasioni sulle 12 presenze accumulate, tuttavia nell'interno torneo 2019 è partito titolare solo 3 volte.
Prima dell'inizio del campionato 2020, Gall è stato girato in prestito ai norvegesi dello Stabæk fino alla fine dell'anno. In un'intervista, il giocatore ha affermato che si era sentito fuori dai piani del nuovo tecnico del Malmö Jon Dahl Tomasson.
Intorno a metà stagione, nel mese di agosto, il Malmö FF ha tuttavia interrotto il prestito allo Stabæk per girare il giocatore – sempre in prestito – agli svedesi dell'Örebro, nell'ottica di fargli ottenere un minutaggio maggiore rispetto a quello che egli aveva in Norvegia. Il prestito all'Örebro è stato successivamente rinnovato anche per tutto l'anno 2021, ma è stato ufficialmente interrotto il 4 agosto 2021 a seguito dell'arrivo in bianconero di due giocatori offensivi quali Nahir Besara e Jiloan Hamad. Tornato al Malmö FF, è stato scarsamente utilizzato, finendo in tribuna in gran parte delle partite: in un campionato e mezzo di Allsvenskan ha infatti totalizzato solo tre presenze.
Scaduto il suo contratto, nel gennaio 2023 ha firmato con i serbi del Mladost GAT.

### Nazionale
Avendo la doppia cittadinanza, ha scelto di rappresentare gli Stati Uniti. Ha giocato (e segnato) nelle Nazionali giovanili statunitensi, in particolare con la selezione Under-20 con cui in 25 partita ha messo ha segno 13 goal, giocando anche nel nordamericano di categoria del 2015.
Ha ricevuto la sua prima chiamata dalla nazionale maggiore statunitense il 6 novembre 2018 in vista delle amichevoli (prestigiose) contro l'Inghilterra e l'Italia. Debutta in occasione della seconda subentrando all'83º minuto a Christian Pulisic.

## Statistiche

### Cronologia presenze e reti in nazionale
| Cronologia completa delle presenze e delle reti in nazionale ― Stati Uniti | Cronologia completa delle presenze e delle reti in nazionale ― Stati Uniti | Cronologia completa delle presenze e delle reti in nazionale ― Stati Uniti | Cronologia completa delle presenze e delle reti in nazionale ― Stati Uniti | Cronologia completa delle presenze e delle reti in nazionale ― Stati Uniti | Cronologia completa delle presenze e delle reti in nazionale ― Stati Uniti | Cronologia completa delle presenze e delle reti in nazionale ― Stati Uniti | Cronologia completa delle presenze e delle reti in nazionale ― Stati Uniti |
| Data                                                                       | Città                                                                      | In casa                                                                    | Risultato                                                                  | Ospiti                                                                     | Competizione                                                               | Reti                                                                       | Note                                                                       |
| -------------------------------------------------------------------------- | -------------------------------------------------------------------------- | -------------------------------------------------------------------------- | -------------------------------------------------------------------------- | -------------------------------------------------------------------------- | -------------------------------------------------------------------------- | -------------------------------------------------------------------------- | -------------------------------------------------------------------------- |
| 20-11-2018                                                                 | Genk                                                                       | Italia                                                                     | 1 – 0                                                                      | Stati Uniti                                                                | Amichevole                                                                 | -                                                                          | 83’                                                                        |
| Totale                                                                     |                                                                            | Presenze                                                                   | 1                                                                          |                                                                            | Reti                                                                       | 0                                                                          |                                                                            |

## Palmarès

### Club
- Coppa di Svezia: 1

Malmö: 2021-2022

### Individuale
- Capocannoniere del Campionato CONCACAF Under-20: 1

2015 (5 gol)